# Christer Olofsson
Bengt Christer Olofsson, född 18 november 1951 i Kärna socken, är en svensk militär i Flygvapnet.

## Biografi
Olofsson blev fänrik i Flygvapnet 1974 vid Bråvalla flygflottilj (F 13). Han befordrades till löjtnant 1977, till kapten 1981, till major 1984, till överstelöjtnant 1993, till överstelöjtnant (mst) 1998 och till överste 2002.
Olofsson inledde sin militära karriär som befälselev på F 5 i Ljungbyhed 1969 och efter utbildning placerades han vid Bråvalla flygflottilj (F 13)1971. FN-tjänstgöring i Sinai, bataljon 64m och 66M från dec 1976-dec 1977. 1984-1985 var Christer C F 13G. 1985-1987 gick han på Försvarets förvaltningshögskola i Östersund. 1987–1989 tjänstgjorde han i flygstaben Åren 1989 till 1991 tjänstgjorde han vid Gotlands militärkommando (MKG) samt FN-tjänstgöring. 1991 tjänstgjorde i United Nations Interim Force in Lebanon (UNIFIL). Åren 1998–1999 var han chef för Uppföljningssektionen Grundorganisationen (GRO) vid Högkvarteret. Åren 2000–2002 var han ställföreträdande chef för Upplands flygflottilj (F 16), och åren 2002–2003 blev han flottiljchef för samma flottilj. Den 31 december 2003 förklarade han flottiljen avvecklad, efter tidigare avvecklingsbeslut i riksdagen. Åren 2002–2003 var han även chef för Flygvapnets Uppsalaskolor (F 20). Under hans tid som flottiljchef var Olofsson en av de chefer inom Försvarsmakten som öppet kritiserade ÖB Johan Hederstedt. Där han ansåg att Johan Hederstedt förordnande som ÖB inte skulle förlängas. Detta på grund av tidigare uppmärksammade händelser runt ÖB. Åren 2004–2007 var han ställföreträdande chef för Flygtaktiska kommandot. Olofsson avgick som överste 2007.